# Conaire I Mor
Conaire I Mor („Wielki“) – legendarny zwierzchni król Irlandii z dynastii Milezjan (linia Itha) w latach 1-60 n.e. Syn Ederscela, zwierzchniego króla Irlandii.
Są rozbieżności w średniowiecznych irlandzkich legendach i historycznej tradycji, co do jego matki. Saga Togail Bruidne Dá Derga (Zniszczenie zajazdu Dá Derga) podała, że jego matką była Mess Buachalla, córka Cormaca mac Laithech i jego nieznanej z imienia żony. Inną wersję podaje opowieść Tochmarc Étaín („Zaloty Etain”), według której Conaire był synem nieznanej z imienia córki Eochaida X Airema („Grabarza”), zwierzchniego króla Irlandii. Ta zaś była zrodzona z Etain, także córki Eochaida X i jego żony Etain.
Conaire objął władzę nad Irlandią w wyniku pokonania i zabicia swego poprzednika i zabójcy ojca, Nuady III Nechta, w bitwie pod Cliach (Clíu) w Ui Drona na terenie obecnego hrabstwa Carlow. W źródłach są rozbieżności co do liczby lat jego panowania. Roczniki Czterech Mistrzów i Księga najazdów Irlandii („Lebor Gabála Érenn”) podały sześćdziesiąt lat, zaś Roczniki z Clonmacnoise podały sześćdziesiąt lat rządów nad Irlandią. Conaire nałożył grzywnę na mieszkańców Leinsteru za branie udziału w zabójstwie jego ojca. Musieli zrezygnować, przez zawarcie uroczystego traktatu na rzecz królów Munsteru, z obszaru Ossory rozciągającego się z Gowran do Grian. Za jego panowania morze corocznie wyrzucało produkty na ląd, w Inbhear Colptha. Wielką obfitość orzechów była corocznie odnajdywana na Boinn Boyne i Buais. Jego panowanie charakteryzowało się długim i przeważnie spokojnym okresem. Nie było grzmotów lub burz, zaś wiatry nie brały włosów bydła od połowy jesieni do połowy wiosny. Bydło pasło się bez dozorców. Małe drzewa były zgięte z powodu wielkości owoców.
Jego trzej bracia mleczni, synowie Dond Desy, których skazał na wygnanie do Alby (Szkocja) za ich zbrodnie, zawarli przymierze z królem Brytów, Ingcelem Caechem. Następnie grasowali w Irlandii z wielką rzeszą swych stronników. Zaatakowali zajazd Dá Derga. Próbowali go trzykrotnie spalić, ale bezskutecznie. Conaire był chroniony przez swego obrońcę Mac Cechta oraz bohatera ulsterskiego Conalla Cernacha. Conaire poprosił o napój, ale cała woda była zużyta do gaszenia ognia. Mac Cecht podróżował przez całą Irlandię z pucharem Conaire’a, ale żadna z rzek nie dała mu wody. Wreszcie wrócił z pucharem wody w samą porę, by zobaczyć dwóch ludzi odcinających głowę Conaire’a. Mac Cecht zabił ich obu. Odcięta głowa Conaire’a piła wodę i recytowała wiersz wychwalający Mac Cechta. Przez trzy dni trwała bitwa z najeźdźcami. Mac Cecht został zabity, a Conall Cernach zdołał uciec. Conaire zginął w Bruighean-da-Dhearg (lokowane w Leabhar-na-h-Uidhri nad rzeką Dothair (ob. Dodder) w pobliżu Dublina). Po jego śmierci w Irlandii doszło do pięcioletniego bezkrólewia. Po tym czasie zwierzchnią władzę objął Lugaid V Sriab nDerg („z Czerwonymi Kołami”), wnuk arcykróla Eochaida IX Feidlecha („Solidnego”).
„Księga najazdów” (Lebor Gabála Érenn) zsynchronizowała jego panowanie z czasami rządów cesarza rzymskiego Oktawiana Augusta (27 p.n.e.–14 n.e.) Za jego panowania miał zostać ukrzyżowany Jezus Chrystus. Współczesnymi mu legendarnymi prowincjonalnymi królami byli, Conchobar III mac Nessa z Ulsteru, Cairbre Nia Fer z Munsteru oraz Ailill mac Mata z Connachtu.

## Potomstwo
Conaire był praprawnukiem Iara mac Degaid, pierwszego króla Munsteru należącego do legendarnego Clanna Dedad, legendarnej rodziny królewskiej Érainn. Jego potomkowie w Irlandii i Szkocji byli znani, jako Síl Conairi. Conaire miał syna:
- Cairbre Finnmor, miał syna:
  - Daire Dornmar, miał trzech synów:
    - Cairbre Cromchenn (Cromcinn), miał syna:
      - Lugaid II Alludach (Allthach, Elathach), przyszły król Munsteru, miał syna z córką Corbreda II z Piktów:
        - Mod Lama, miał syna:
          - Conaire II Caem („Przystojny”), przyszły król Munsteru i zwierzchni król Irlandii

    - Croch Mor, zginął w Ath Crocha z ręki Cúchulainna
    - Eochaid, miał córkę:
      - Hwarfiad, przyszła żona Cairbre’a II Liffechaira, zwierzchniego króla Irlandii